# Tony Taka
Tony Taka, anche conosciuto semplicemente come Tony (トニー?, Tonii), pseudonimo di  (田中 貴之?, Tanaka Takayuki) (Prefettura di Miyagi, 1971), è un fumettista, illustratore e character designer giapponese.

## Biografia
Dopo aver studiato presso l'art design college, Tony Taka ha iniziato dapprima a lavorare come designer di pubblicità, cambiando radicalmente mestiere nel 1998 dedicandosi completamente al settore dei manga e degli anime. Ben presto inizierà ad illustrare numerosi eroge per cui curerà anche il design dei personaggi, cosa che contribuirà notevolmente a fargli ottenere grande popolarità. Oltre al suo lavoro di illustratore, ha iniziato a lavorare anche nel campo dei videogiochi, curando tra l'altro i progetti della popolare serie di videogiochi di ruolo della SEGA Shining ed è diventato direttore esecutivo della sua compagnia, la RPM Y.K.

## Opere

### Videogiochi
- Tempest
- Room with Lina (ルーム・ウィズ・リナ?, Rūmu wizu Rina)
- Shining Tears
- Shining Wind
- Shining Hearts
- Shining Blade
- Shining Ark

### Eroge
- Arcana: Hikari to Yami no Extasis (アルカナ 〜光と闇のエクスタシス〜?, Arukana ~Hikari to yami no Ekusutashisu~)
- Mitama: Shinobi (御魂 〜忍〜?)
- After...
- Sora no iro, mizu no iro
- Shinshou Genmukan (真章 幻夢館?, Shinshō: Genmukan)
- Tsubasa no Hatameki (翼のはためき?)
- Partner
- Fault!! (フォルト！！?, Foruto!!)

### Dōjinshi
- Foundation X Kanzen-ban (FOUNDATION X 完全版?) (Stellvia of the Universe)
- Unfinished (Princess Crown)
- Kaburimon/Kaburimon 2/3 Kaburimon (カブリモン/カブリモン2/カブリモン3?) (Ragnarok Online)
- Runar! (Mobile Suit Gundam Seed Destiny)
- Watashi wa Kyozetsu Suru! Kamo (わたしは拒絶するっ!かも?) (Bleach)
- Yakiimo Barbeque (◯焼きバーベキュー?) (Zoids: Genesis)
- Caladbolg (カラドボルグ?, Karadoborugu) (Fate/stay night)
- Entangle (エンタングルENTANGLE?, Entanguru) (Zegapain)
- Nekomimi Batoraa (ねこみみばとらあ?) (Hayate no Gotoku)
- Kiteruyo! Takeuchi-kun (きてるよ!竹内くんっ?) (Bamboo Blade)
- Oneside (ひたぎ?) (Bakemonogatari)
- Nanto Iu Deculture! (なんというデカルチャー!?) (Macross Frontier)
- Botan Nabe (ぼたん鍋?) (Clannad (visual novel))

### Artbook
- Tony's Art Works Graph I to IV